# کویاتکوو (استان اوپوله)
کویاتکوو (به لهستانی: Kwiatków) یک منطقهٔ مسکونی در لهستان است که در گمینا اوتموخوو واقع شده‌است. کویاتکوو ۹۹ نفر جمعیت دارد.